# 緑町 (弘前市)
緑町（みどりちょう）は、江戸期から現在にかけての青森県弘前市の地名。郵便番号は036-8024。2017年6月1日現在の人口は39人、世帯数は14世帯。

## 地理
町域の北部は萱町・植田町、東部は代官町、南部は北瓦ケ町、西部は坂本町に接する。

## 歴史
- 永宝2～4年 - 三の丸の武家屋敷の移転から新たに町割りがされる。
- 寛政5年 - 御家中潰町の一町。

### 沿革
- 江戸期 - 弘前城下の一町。
- 明治初年～明治22年 - 弘前を冠称。
- 1899年（明治22年） - 弘前市に所属。

### 地名の由来
田園地帯に成立したことにちなむ。

## 小・中学校の学区
市立小・中学校に通う場合、学区は以下の通りとなる。
| 大字 | 番・番地 | 小学校             | 中学校             |
| ---- | -------- | ------------------ | ------------------ |
| 緑町 | 全域     | 弘前市立和徳小学校 | 弘前市立第一中学校 |

## 交通
- 弘南バス

郵便局前（弘前駅 - 宮園団地線 復路、他）停留所。